# Borken (Hessen)

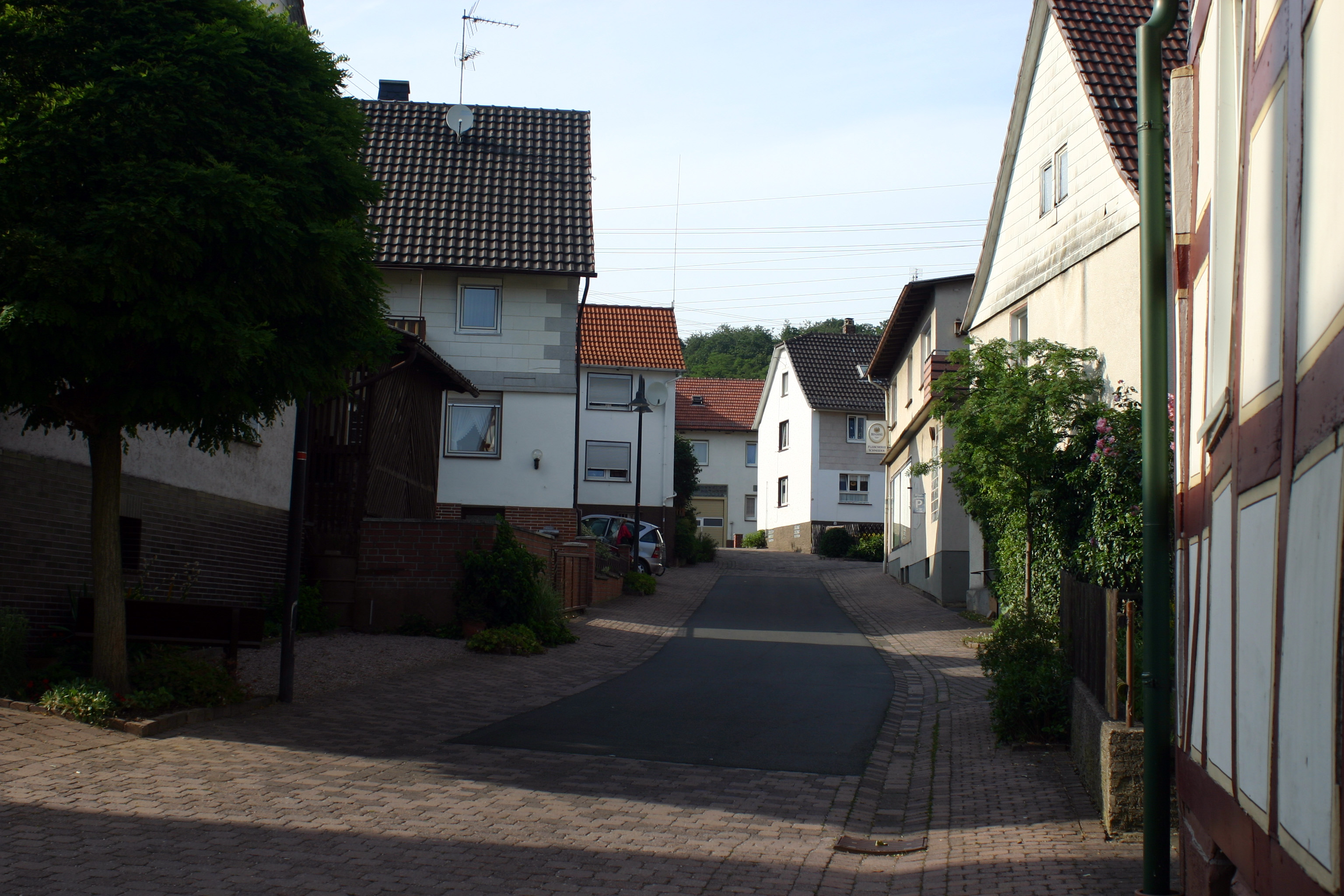
Budynki w Borken (Hessen)

Borken (Hessen) – miasto w Niemczech, w kraju związkowym Hesja, w rejencji Kassel, w powiecie Schwalm-Eder.

## Współpraca
Miejscowości partnerskie:
- Haucourt-Moulaine, Francja
- Hüttschlag, Austria
- Izabelin, Polska
- Kőszeg, Węgry (kontakty utrzymywane są ze Stowarzyszeniem SOS Wioski Dziecięce)
- Méru, Francja
- Noailles, Francja
- Teuchern, Saksonia-Anhalt